# Ligulella sluysi
Ligulella sluysi è un pesce osseo estinto, appartenente ai teleostei. Visse nel Giurassico medio (Aaleniano - Bathoniano, circa 173 - 167 milioni di anni fa) e i suoi resti fossili sono stati ritrovati in Africa. 

## Descrizione
Questo pesce era di piccole dimensioni e solitamente non superava i 5 centimetri di lunghezza. Il corpo era fusiforme e snello, piuttosto simile a quello di un'acciuga.  
Le ossa dermiche di questo pesce erano ricoperte da un sottile strato di ganoina; i margini laterali del tetto cranico erano ornamentate da una serie di grandi spine ossee. La sinfisi delle mascelle superiori era caratterizzata da un laterodermetmoide posto medialmente, che causava lo spostamento laterale delle premascelle. L'osso quadrato era privo di processo quadratico; sia il quadrato che il simplectico si articolavano con la mandibola. 

## Classificazione
Ligulella sluysi è noto per un gran numero di esemplari fossili ritrovati nella formazione Stanleyville nei pressi di Kisangani nella Repubblica Democratica del Congo. Inizialmente venne descritto da de Saint-Seine nel 1955, che attribuì la specie al gruppo dei pachicormiformi, un gruppo di pesci ossei vicini all'origine dei teleostei. Sempre de Saint-Seine, insieme a Casier, nel 1962 descrisse una nuova specie, L. fourmarieri, proveniente dal medesimo orizzonte geologico. Successivi studi (Taverne, 2011) indicarono che le due specie erano identiche, e che il genere Ligulella non era ascrivibile ai pachicormiformi. Taverne propose un ordine a sé stante (Ligulelliformes) per questa specie, considerata filogeneticamente intermedia tra i pachicormiformi e i cosiddetti "folidoforiformi".